# 姆沙涅齊河 (德涅斯特河支流)

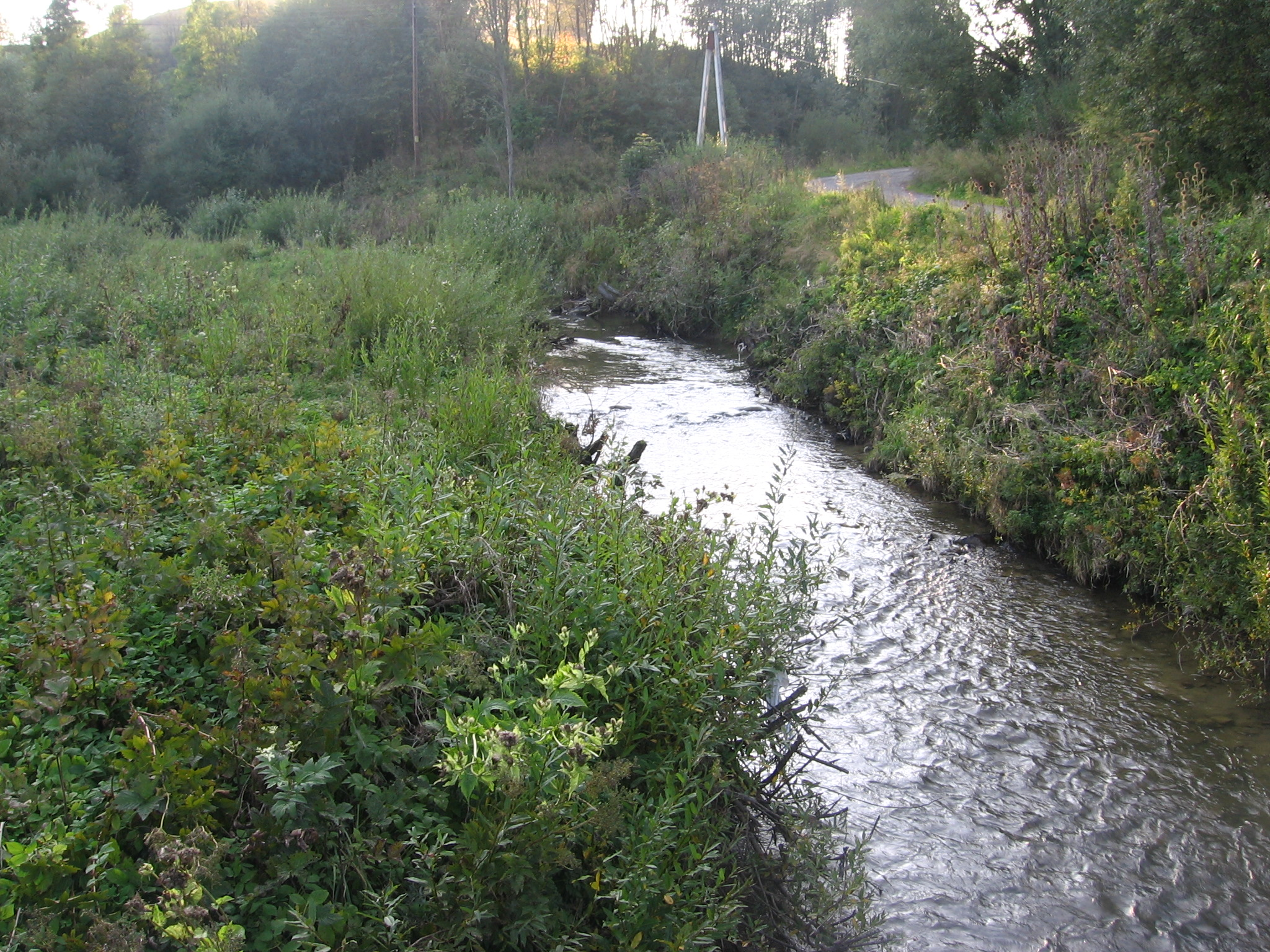

姆沙内茨河（烏克蘭語：Мшанець），按波蘭語譯為姆尚卡河（波蘭語：Mszanka），是東歐的河流，屬於德涅斯特河的支流。該河流經波蘭的喀爾巴阡山省和烏克蘭的利維夫州，河道全長21公里，流域面積107平方公里。